# Christiana Albertina (Zeitschrift)
Christiana Albertina – Forschungen und Berichte aus der Christian-Albrechts-Universität zu Kiel ist die Zeitschrift der Christian-Albrechts-Universität zu Kiel. Sie wurde 1966 gegründet und erschien bis 2016 halbjährlich, anschließend wurde das Erscheinen eingestellt. Seit 2022 (Heft 83) erscheint die Zeitschrift jährlich, seit 2023 (Heft 84) im Open Access.
Die Zeitschrift versteht sich seit ihrer Gründung als „Chronik wesentlicher Maßnahmen an der Universität, ein Schaufenster für Forschungsprojekte, ein Forum für Diskussionen und nicht zuletzt auch ein Berichtsorgan für Berufungen, Ehrungen und Würdigungen der Mitglieder“ der Universität Kiel.